# Francisco de Oliveira Vidal
Francisco de Oliveira Vidal (ur. 28 kwietnia 1964 w Rio Pomba) – brazylijski duchowny katolicki, biskup Alagoinhas od 2022.

## Życiorys
1 maja 1988 otrzymał święcenia kapłańskie i został inkardynowany do diecezji Governador Valadares. Był m.in. koordynatorem duszpasterstwa rodzin, kierownikiem szkoły dla kandydatów do diakonatu stałego, dyrektorem diecezjalnego instytutu teologicznego oraz rektorem seminarium duchownego.
27 września 2022 papież Franciszek mianował go biskupem diecezji Alagoinhas. Sakry udzielił mu 19 listopada 2022 biskup Antônio Carlos Félix.